# منشورات أرك
منشورات أرك أو دار نشر أرك، هي دار نشر مستقلة في المملكة المتحدة، وهي تنشر الشعر المعاصر للكتاب الجدد والمعتمدين سواء من داخل المملكة المتحدة أو من خارجها. والدار متخصصة في أعمال الشعراء الدوليين الذين يكتبون باللغة الإنجليزية وكذلك أعمال الشعراء الأجانب الذين يعملون في مجال الترجمة.
تنشر أرك ما يصل إلى 16 كتابًا جديدًا للشعر كل عام.

## الأصول
بدأت دار آرك للنشر شهرتها عندما تولى توني وارد ادارتها عام 1969. أما قبل ذلك، فقد كانت تدار من قبل مجموعة من الكتاب وكان مقرها في ميدواي تاونز وكان لديها القليل من حيث الإنتاج الأدبي. بدأ توني وارد بعد ذلك في طباعة منشورات ومجموعات شعرية من لشعراء جدد يكتبون باللغة الإنجليزية، وفي عام 1974 ارتبطت الدار بمؤسسة آرفون، وانتقل مقرها إلى تودموردن.
تركت ارك قاعدتها في آرفون في جسر هبدن وأصبحت مستقلة ليس فقط في النشر ولكن أيضًا في طباعة عناوينها الخاصة بالإضافة إلى توفير خدمات الطباعة لـمؤسسات آنفيل برس وجالوبنج دوج برس وفيرى برس ومؤسسة اسبكتاكولار لعلاج للأمراض وأيضا مؤسسة تريجرام برسز تقع كل هذه المؤسسات في مدينة تودموردون التي تقع على الحدود بين لانكشاير / يوركشاير. كان السبب وراء اختيار المنشورات هو إنتاج «ما هو مهم للشعر»، على الرغم من الاختيارات الشخصية أو استقبال الجمهور أو قابلية التسويق. 
في عام 1993، بنى توني وارد هيئة تحرير جديدة، معيدا بذلك الصحافة للحياة. كان المحرران المشاركان الجدد هما مايكل هولس وديفيد مورلي، وهمااللذان أعادا إطلاق الصحافة لتشمل كلا من المملكة المتحدة وسلسلة دولية من الشعر باللغة الإنجليزية.
سنة 1994، انضمت أنجيلا جارمان إلى مجلس إدارة الدار وقامت بإنشاء فرع آرك الموسيقي عام 1998، وذلك إضافةً لمهامها الأخرى المرتبطة بمرحلة ما قبل الطباعة والتسويق.
في عام 1995، عين جان بواير بيير كمحررًا لسلسلة الترجمة، ونشر الشعر القديم والمعاصر من جميع أنحاء العالم بعد ترجمته للإنجليزية، مع سلسلة فرعية بما في ذلك الشعراء المرئيين والكلاسيكيات المتعدده.
ترك مايكل هولس ارك في عام 1998، وحل مكانه جون كينسيلا كمشرف على السلسلة الدولية اللتي تقدمها دار ارك.
في عام 2001، تولى جو شابكوت واجبات ديفيد مورلي، الذي استمر بالعمل مع ارك حتى عام 2006، عندما تم تعيين جون دبليو كلارك محرراً لسلسلة المملكة المتحدة.

## منشورات ارك اليوم
تقوم ارك حاليًا بنشر حوالي 16 عنوانًا في السنة، مع سلاسل تشمل الدولية [وصلة مكسورة] ،موسيقى [وصلة مكسورة] ،ترجمة [وصلة مكسورة] والمملكة المتحدة وأيرلندا [وصلة مكسورة].
يتكون الفريق الحالي في ارك من توني وارد (المحرر العام) وأنجيلا جارمان (مدير التطوير) وجان بواسي بيير (محرر الترجمات) وجون دبليو كلارك (محرر المملكة المتحدة وأيرلندا) وجون كينسيلا (المحرر الدولي). وتقوم بمساعدتهم سيوي فلاين (مساعدة إدارية)، والتي كانت تعمل كمنهى كتب لـ توني وارد عندما كان يطبع كتبًا لـ ارك وغيرها من المطابع المستقلة، وسارة هايماس (التسويق والدعاية) مجموعة من المتدربين، يتغيرون كل عام.
شاركت ارك في مشروع برانوسيس للشعر (جزء من الأولمبياد الثقافي لندن 2012) مع 19 من شعراء المملكة المتحدة. وقد شارك في الافتتاح سيمون أرميتاج وثلاثة شعراء تابعين لدار آرك وهم كريستينا آين وزيار لين وألفن بانج. 

## الجوائز
تلقت ارك عددًا من الجوائز الهامة في السنوات الأخيرة، يتضمن ذلك:
- القائمة المختصرة لجوائز غريفين للشعر لعام 2010 (سوزان ويكس) وجائزة 2011 (فيليب موسلي).
- القائمة المختصرة مرتين لجائزة أكسفورد-فيدنفيلد للترجمة لعام 2010.
- أوصت جمعية كتاب الشعر بالترجمات في 2008 و 2010 و 2011 و 2012، بالإضافة إلى الثناء الخاص.
- 2010 جائزة سكوت مونكريف ل سوزان ويكس "ترجمة فاليري روزو الصورة با إلى اللقاء (الربيع الباردة في الشتاء).
- قائمة في «أفضل كتب الشعر لعام 2010» في المجلة الإلكترونية لصحيفة نيويورك تايمز لترجمة من الإستونية.
- اختيار سيمون أرميتاج لقوس عنوان «أفضل الكتب لعام 2011» لصحيفة الغارديان.
- القائمة المختصرة لجائزة روسيكا الروسية لعام 2012 مع Pro Eto - هذا ما قام به ماياكوفسكي، الذي ترجمته لاريسا جوري وجورج هايد.

## الموقع
كان مقر دار ارك للنشر في الأصل في جيلينجهام، كينت. وتعمل منذ عام 1986 في نانهولم ميل، بين هيبدن وتوتموردن، على حدود لانكشاير ويوركشاير، المملكة المتحدة.

## روابط خارجية
- الموقع الرسمي
- مدونة القوس